# Éloge d'Hélène

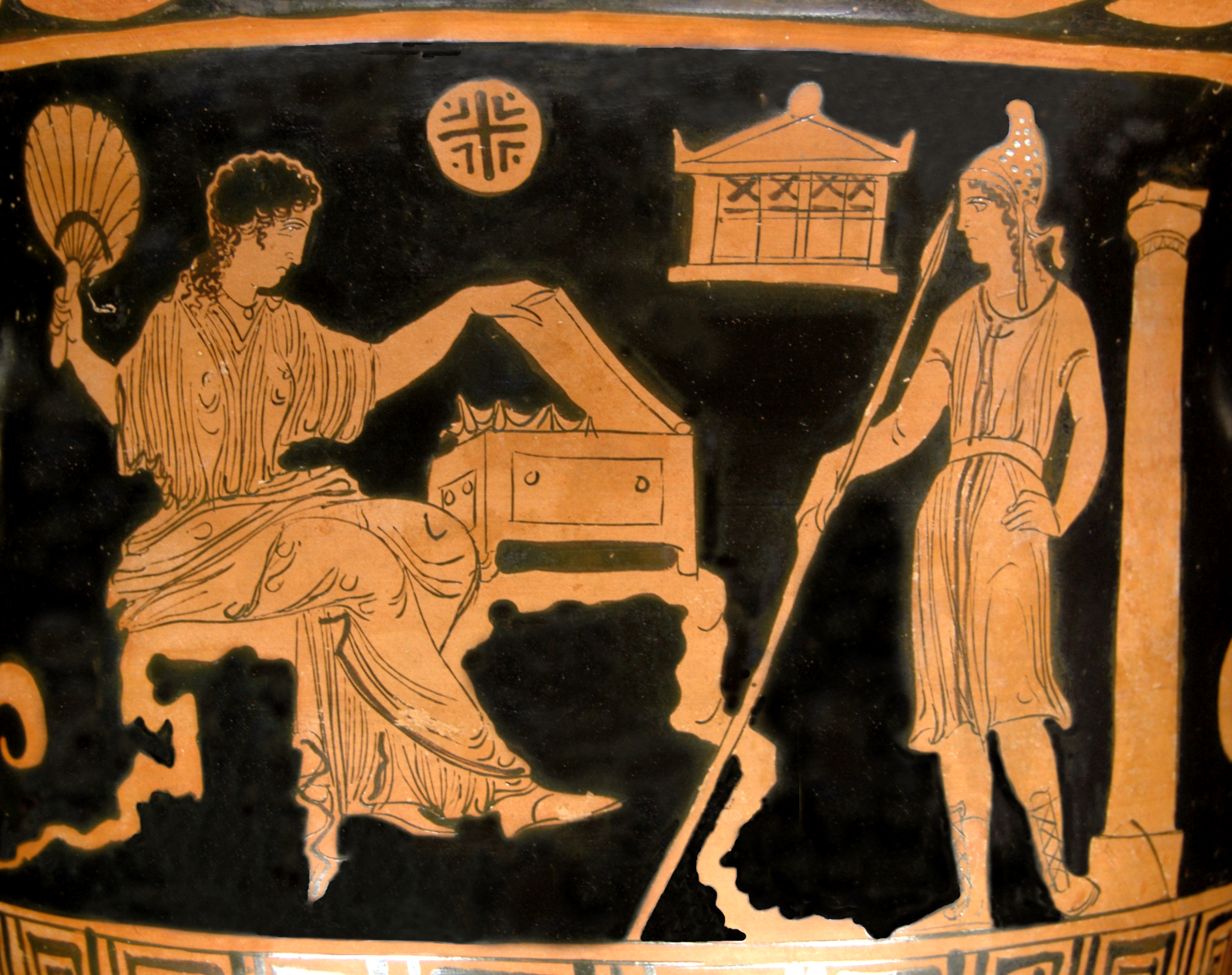
Hélène et Pâris. Face A d'un cratère en cloche à figures rouges apulien, 380-370 av. J.-C.

L'Éloge d'Hélène est un texte de Gorgias, dans lequel il prend le parti d'Hélène et cherche à convaincre son auditoire de cesser de la blâmer pour la guerre de Troie, en établissant son innocence via un discours épidictique. 